# Ulla Zitelmann
Ulla Zitelmann (* 15. Oktober 1939 in Helmstedt) ist eine ehemalige Fernsehansagerin des Norddeutschen Rundfunks. Daneben wirkte sie als Moderatorin und Nachrichtensprecherin. In den frühen 1970er Jahren arbeitete sie in Nebentätigkeit als Mannequin.

## Leben und Laufbahn
Ihre Kindheit und Jugend verbrachte Ulla Zitelmann im Landkreis Helmstedt. Sie ist die Tochter eines Bäckermeisters und erwarb einen Abschluss an der höheren Handelsschule. Als sie im Alter von 24 Jahren erstmals geschieden wurde und ihren zweiten, 13 Jahre älteren und aus Caracas stammenden Ehemann heiratete, wanderte sie mit diesem nach Venezuela aus. 1970 trennte sie sich von ihm und kehrte mit ihrer neunjährigen Tochter Simone nach Deutschland zurück. Im Jahr 1978 wurde sie geschieden, den Namen ihres Mannes, Zitelmann, führte sie jedoch weiter. Kurz nach ihrer Rückkehr fand sie eine Anstellung beim NDR, dessen TV-Sendungen sie von 1972 bis zur Abschaffung des Ansagedienstes in den 2000er Jahren sowohl im ARD- als auch im Regionalprogramm regelmäßig ansagte. Sie wurde zu einem der bekanntesten Gesichter des NDR-Fernsehens ihrer Zeit neben Hanni Vanhaiden, Dénes Törzs und Heidrun von Goessel.

## Sonstiges
Ulla Zitelmann ist nicht zu verwechseln mit der ZDF-Fernsehansagerin Ute Zingelmann.
Zitelmann spricht fließend Englisch und Spanisch.
Seit 1982 spielt sie regelmäßig Golf und nimmt an Turnieren dieser Sportart teil. Ein Handicap von 25 ist nachgewiesen. Ulla Zitelmann ist Mitglied des Hamburger Golfclubs Gut Waldhof.
Zitelmann wohnt in den Sommermonaten in einer Eigentumswohnung in Hamburg-Alsterdorf. In der kalten Jahreszeit bewohnt sie eine Finca in Marbella (Spanien).

## Werke
- mit Helge Mosbacher: Der Golfer golft. Kurt Viebranz Verlag, Schwarzenbek 1997, ISBN 978-3-921595-22-0.[8]